# Giancarlo Martini

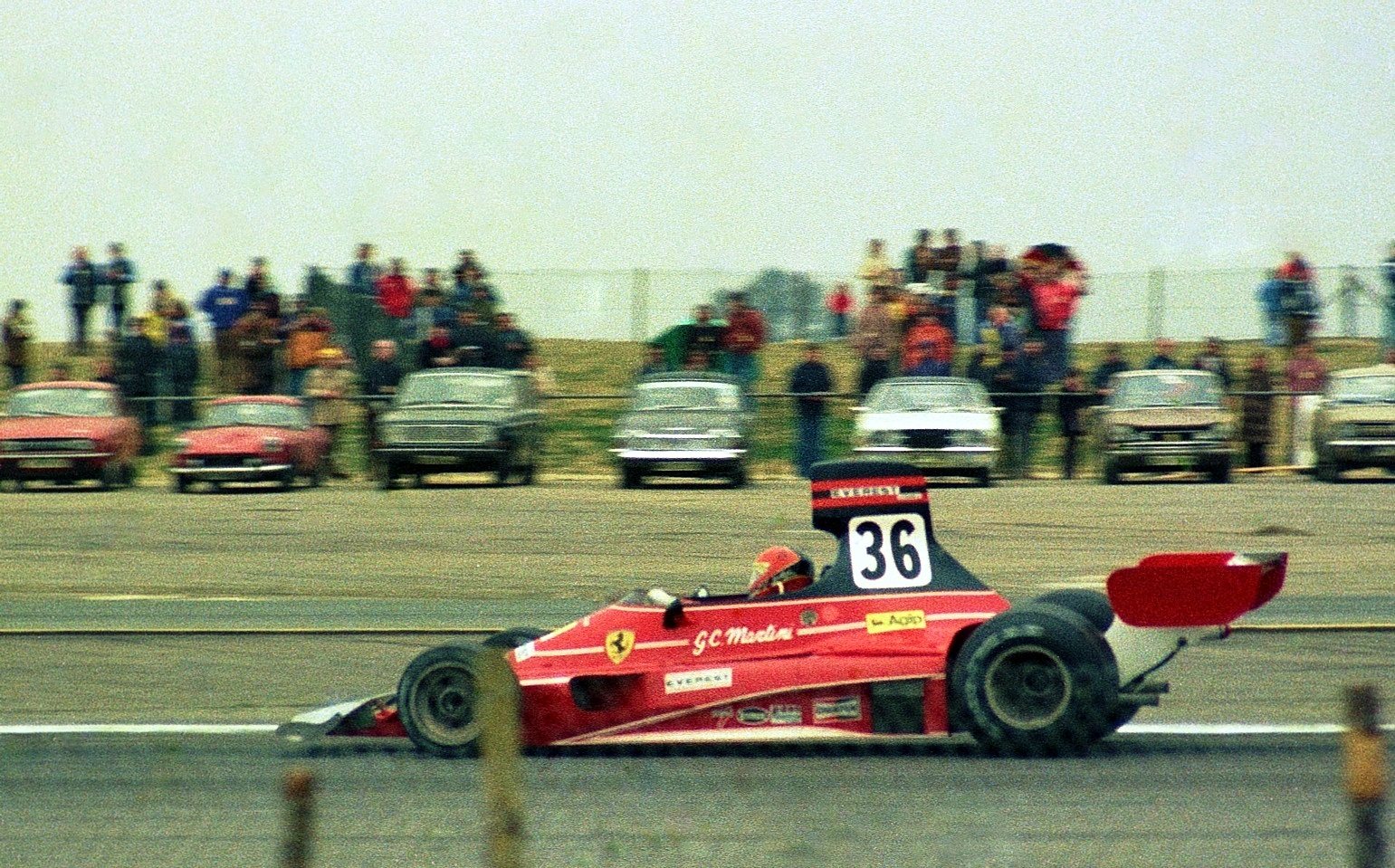
Giancarlo Martini im Ferrari 312T bei der BRDC International Trophy 1976

Giancarlo Martini (* 16. August 1947 in Lavezzola; † 26. März 2013 in Forlì) war ein italienischer Rennfahrer und Unternehmer. Er wird in einigen Quellen als Mitbegründer des Formel-1-Teams Minardi bezeichnet, das 1985 erstmals an der Formel-1-Weltmeisterschaft teilnahm, und war der Onkel des langjährigen Minardi-Piloten Pierluigi Martini.

## Karriere als Rennfahrer
Giancarlo Martini konnte mit der Scuderia del Passatore, dem Team seines langjährigen Freundes Giancarlo Minardi, 1972 den Vizemeistertitel und 1973 den Titel in der Formula Italia gewinnen. 1974 bestritt er für das Team zwei Rennen der Formel-2-Europameisterschaft mit einem March-BMW, von 1975 bis 1977 war er Stammfahrer des Teams, das in dieser Zeit unter verschiedenen Namen antrat. Seine besten Erfolge waren zwei dritte Plätze, 1976 schloss er seine beste Saison mit 12 Punkten als Siebenter der Meisterschaft ab.
Martini bestritt 1976 auch zwei nicht zur Weltmeisterschaft zählende Formel-1-Rennen in einem Ferrari 312T, den die Scuderia Ferrari dem seinerzeit als Team Everest bezeichneten Rennstall Minardis leihweise überlassen hatte. Beim Race of Champions in Brands Hatch hatte Martini bereits in der Aufwärmrunde einen Unfall, bei dem der Wagen schwer beschädigt wurde. Bei der BRDC International Trophy in Silverstone kam er als Zehnter ins Ziel.